# 메리다 AD
메리다 AD(스페인어: Asociación Deportiva Mérida, S.A.D.)는 스페인 엑스트레마두라주 메리다를 연고지로 둔 스페인 축구단이다. 2013년에 설립된 CP 메리다를 계승한 구단으로, 현재 스페인 3부리그인 프리메라 페데라시온에 참가하고 있다.

## 선수 명단

### 현역
참고: FIFA 자격 규정에 따라 소속된 국가대표팀 국기를 표시합니다. 선수는 복수의 FIFA 비회원국 국적을 가지고 있을 수 있습니다.
| 번호 | 포지션 | 국적   | 이름             |
| ---- | ------ | ------ | ---------------- |
| 8    | MF     | 카메룬 | 나소루 벤 하메드 |
| 11   | FW     | 모로코 | 모하메드 미지안  |

| 번호 | 포지션 | 국적   | 이름               |
| ---- | ------ | ------ | ------------------ |
| 22   | DF     |        | 토마스 부르달      |
| 26   | DF     | 세네갈 | 야쿠바 다보 그나코 |